# Hrvatski nogometni kup 2021-2022
La SuperSport Hrvatski nogometni kup 2021./22. (SuperSport coppa croata di calcio 2021-22) è stata la trentunesima edizione della coppa nazionale croata, organizzata dalla Federazione calcistica della Croazia, iniziata nell'agosto 2021 e terminata il 26 maggio 2022.
Il 13 settembre 2021, in una cerimonia presso l'hotel DoubleTree by Hilton di Zagabria, si è celebrato l'accordo fra la HNS e la società di scommesse sportive SuperSport. Alla cerimonia della firma hanno partecipato il presidente della Federcalcio croata Marijan Kustić, il direttore esecutivo della stessa Tomislav Svetina, i membri del comitato scommesse di SuperSport Goran Đurić e Radim Haluza ed il presidente di VOX-football e caporedattore di HNTV Ivan Blažičko. Oltre alla title sponsorship della competizione, il bookmaker SuperSport assisterà finanziariamente i club ospitanti dalla fase dei sedicesimi di finale.

Fra le prime iniziative ci saranno la diretta televisiva di 5 partite dei sedicesimi da parte di HNTV, e la donazione di 10mila kune a ciascun club ospitante negli ottavi di finale da parte di SuperSport.
Il detentore era la Dinamo Zagabria, che in questa edizione è stata eliminata ai quarti di finale. L'Hajduk Spalato ha conquistato il trofeo per la settima volta nella sua storia.

## Formula e partecipanti
Alla competizione partecipano le migliori squadre delle divisioni superiori, con la formula dell'eliminazione diretta, tutti i turni sono disputati in gara unica.
Al turno preliminare accedono le squadre provenienti dalle  Županijski kupovi (le coppe regionali): le 21 vincitrici più le finaliste delle 11 coppe col maggior numero di partecipanti.
Le prime 16 squadre del ranking quinquennale di coppa (63 punti alla vincitrice della coppa, 31 alla finalista, 15 alle semifinaliste, 7 a quelle che hanno raggiunto i quarti, 3 a quelle eliminate agli ottavi, 1 se eliminate ai sedicesimi) sono ammesse di diritto ai sedicesimi di finale.

### Ammesse di diritto ai sedicesimi di finale
Le prime 16 squadre (coi punti) del ranking 2015-2020 entrano di diritto nei sedicesimi della Coppa 2021-22 (lo Zara non è più in attività) :
- 1 Rijeka (219 punti)
- 2 Dinamo Zagabria (195)
- 3 Lokomotiva Zagabria (67)
- 4 Hajduk Spalato (63)
- 5 Slaven Belupo (63)
- 6 Osijek (59)
- 7 Inter Zaprešić (43)
- 8 Istria 1961 (19)
- 9 Sebenico (19)
- 10 RNK Spalato (18)
- 11 Vinogradar (15)
- 12 Zara (13)
- 13 NK Zagabria (13)
- 14 Cibalia (11)
- 15 HNK Gorica (11)
- 16 Rudeš (11)
- 17 Varaždin (8)

### Le finali regionali
Le Županijski kupovi (le coppe regionali) 2020-2021 hanno qualificato le 32 squadre (segnate in giallo) che partecipano al turno preliminare della Coppa di Croazia 2020-21. Si qualificano le 21 vincitrici più le finaliste delle 11 coppe col più alto numero di partecipanti.
| Zona                                    | Regione                       | Vincitore                | Finalista       | Risultato     |
| OVEST                                   |                               |                          |                 |               |
| --------------------------------------- | ----------------------------- | ------------------------ | --------------- | ------------- |
| OVEST                                   | Regione istriana              | Uljanik Pola             | Rudar Labin     | 2–0           |
| OVEST                                   | Regione litoraneo-montana     | Orijent                  | Grobničan Čavle | 1–1 (4-2 dtr) |
| OVEST                                   | Regione della Lika e di Segna | Nehaj Senj               | Gospić 91       | 6–1           |
| CENTRO                                  |                               |                          |                 |               |
| Città di Zagabria                       | Sesvete                       | Jarun                    | 2–1             |               |
| Regione di Zagabria                     | Samobor                       | Kurilovec                | 2–2 (3-1 dtr)   |               |
| Regione di Krapina e dello Zagorje      | Straža Hum na Sutli           | Stubica                  | 0–0 (3-1 dtr)   |               |
| Regione di Karlovac                     | Karlovac                      | Duga Resa                | 1–0             |               |
| Regione di Sisak e della Moslavina      | Mladost Petrinja              | Moslavina                | 2–2 (7-6 dtr)   |               |
| NORD                                    |                               |                          |                 |               |
| Regione di Virovitica e della Podravina | Pitomača                      | Virovitica               | 4–2             |               |
| Regione di Koprivnica e Križevci        | Borac Imbriovec               | Križevci                 | 1–0             |               |
| Regione del Međimurje                   | Međimurje                     | Mladost Prelog           | 7–0             |               |
| Regione di Varaždin                     | Bednja Beletinec              | Podravina Ludbreg        | 1–0             |               |
| Regione di Bjelovar e della Bilogora    | Mladost Ždralovi              | Bjelovar                 | 0–0 (3-2 dtr)   |               |
| EST                                     |                               |                          |                 |               |
| Regione di Osijek e della Baranja       | Belišće                       | BSK Bijelo Brdo          | 1–1 (4-3 dtr)   |               |
| Regione di Vukovar e della Sirmia       | Graničar Županja              | Vuteks Sloga             | 2–0             |               |
| Regione di Požega e della Slavonia      | Slavonija Požega              | Lipik                    | 3–0             |               |
| Regione di Brod e della Posavina        | Oriolik Oriovac               | Marsonia 1909            | 4–1             |               |
| SUD                                     |                               |                          |                 |               |
| Regione zaratina                        | Primorac Biograd              | Hrvatski vitez Posedarje | 1–1 (3-2 dtr)   |               |
| Regione di Sebenico e Tenin             | Zagora Unešić                 | Vodice                   | 2–0             |               |
| Regione spalatino-dalmata               | Dugopolje                     | Zmaj Makarska            | 2–0             |               |
| Regione raguseo-narentana               | Neretvanac Opuzen             | Župa Dubrovačka          | 6–2             |               |

### Riepilogo
| turno d'entrata | 1ª Divisione 1.HNL                                                                                             | 2ª Divisione 2.HNL                                                                 | 3ª Divisione 3.HNL | 4ª Divisione (livello interregionale)                                                          | 5ª Divisione 1.ŽNL (1º livello regionale)                                          |
| --------------- | --- | ---------------------------------------------------------------------------------- | --- | ---------------------------------------------------------------------------------------------- | ---------------------------------------------------------------------------------- |
| dai 16esimi     | Dinamo Zagabria HNK Gorica Hajduk Spalato Istria 1961 Lokomotiva Zagabria Osijek Rijeka Sebenico Slaven Belupo | Cibalia Inter Zaprešić Rudeš Varaždin                                              | RNK Spalato | NK Zagabria                                                                                    | Vinogradar                                                                         |
| dal preliminare | | BSK Bijelo Brdo Dugopolje Orijent Sesvete                                          | Belišće Bjelovar Graničar Županja Karlovac Križevci Kurilovec Marsonia 1909 Međimurje Mladost Petrinja Mladost Ždralovi Nehaj Senj Neretvanac Opuzen Oriolik Oriovac Podravina Ludbreg Primorac Biograd Rudar Labin Slavonija Požega Uljanik Pola Virovitica Vuteks Sloga Zagora Unešić | Bednja Beletinec Borac Imbriovec Moslavina Mladost Prelog Pitomača Samobor Straža Hum na Sutli |                                                                                    |
| non qualificate | H.Dragovoljac                                                                                                  | Croatia Zmijavci Dubrava Jarun Kustošija Opatija Solin                             | tutte le altre squadre | tutte le altre squadre                                                                         | tutte le altre squadre                                                             |
| Note            | Le seconde squadre (Dinamo II, Osijek II, etc) non possono partecipare alla coppa.                             | Le seconde squadre (Dinamo II, Osijek II, etc) non possono partecipare alla coppa. | Le seconde squadre (Dinamo II, Osijek II, etc) non possono partecipare alla coppa. | Le seconde squadre (Dinamo II, Osijek II, etc) non possono partecipare alla coppa.             | Le seconde squadre (Dinamo II, Osijek II, etc) non possono partecipare alla coppa. |

### Calendario
| Turno                | Numero di incontri | Squadre | Entrano a questo turno                                                 | Date              |
| -------------------- | ------------------ | ------- | ---------------------------------------------------------------------- | ----------------- |
| Turno preliminare    | 16                 | 48 → 32 | Vincitrici delle 21 coppe regionali 11 finaliste delle coppe regionali | 25 agosto 2021    |
| Sedicesimi di finale | 16                 | 32 → 16 | Le migliori 16 del ranking                                             | 22 settembre 2021 |
| Ottavi di finale     | 8                  | 16 → 8  | –                                                                      | 27 ottobre 2021   |
| Quarti di finale     | 4                  | 8 → 4   | –                                                                      | 1º dicembre 2021  |
| Semifinali           | 2                  | 4 → 2   | –                                                                      | 2 marzo 2022      |
| Finale               | 1                  | 2 → 1   | –                                                                      | 26 maggio 2022    |

## Turno preliminare
Il sorteggio del turno preliminare si è tenuto il 3 agosto 2021.
| Squadra 1         | Risultato             | Squadra 2           |
| ----------------- | --------------------- | ------------------- |
| 21 agosto 2021    |                       |                     |
| Nehaj Senj        | 2 – 0                 | Borac Imbriovec     |
| Zagora Unešić     | 1 – 2                 | Karlovac            |
| 24 agosto 2021    |                       |                     |
| Međimurje         | 4 – 0                 | Slavonija Požega    |
| 25 agosto 2021    |                       |                     |
| Orijent           | 2 – 1                 | Marsonia 1909       |
| Podravina Ludbreg | 0 – 0 (dts) (3-5 dtr) | Bjelovar            |
| Primorac Biograd  | 1 – 0                 | Samobor             |
| Belišće           | 4 – 1                 | Mladost Prelog      |
| Mladost Ždralovi  | 4 – 2                 | Neretvanac Opuzen   |
| Bednja Beletinec  | 1 – 0                 | Uljanik Pola        |
| Sesvete           | 0 – 0 (dts) (3-1 dtr) | Mladost Petrinja    |
| Moslavina         | 0 – 2                 | Oriolik Oriovac     |
| Pitomača          | 2 - 0                 | Kurilovec           |
| Virovitica        | 0 – 4                 | BSK Bijelo Brdo     |
| Križevci          | 2 – 3                 | Dugopolje           |
| Graničar Županja  | 0 – 1                 | Rudar Labin         |
| Vuteks Sloga      | 3 – 1                 | Straža Hum na Sutli |

## Sedicesimi di finale
Gli accoppiamenti vengono eseguiti automaticamente attraverso il ranking del momento (32ª–1ª, 31ª–2ª, 30ª–3ª, etc) e sono stati comunicati il 26 agosto 2021.

La graduatoria è la seguente: 1-Rijeka, 2-Dinamo, 3-Lokomotiva, 4-Osijek, 5-Hajduk, 6-Istra 1961, 7-Slaven Belupo, 8-Inter Zaprešić, 9-Gorica, 10-Šibenik, 11-RNK Split, 12-Vinogradar, 13-Rudeš, 14-Varaždin, 15-Cibalia, 16-Oriolik, 17-Zagreb, 18-BSK B.Brdo, 19-Sesvete, 20-Bjelovar, 21-Belišće, 22-Rudar Labin, 23-Međimurje, 24-Nehaj Senj, 25-Mladost Ždralovi, 26-Karlovac, 27-Vuteks Sloga, 28-Primorac Biograd, 29-Bednja, 30-Dugopolje, 31-Orijent e 32-Pitomača.

| Squadra 1         | Risultato             | Squadra 2           |
| ----------------- | --------------------- | ------------------- |
| 14 settembre 2021 |                       |                     |
| Nehaj Senj        | 3 – 7                 | HNK Gorica          |
| 15 settembre 2021 |                       |                     |
| Bednja Beletinec  | 0 – 3                 | Osijek              |
| 21 settembre 2021 |                       |                     |
| Pitomača          | 0 – 7                 | Rijeka              |
| Dugopolje         | 1 – 1 (dts) (7-8 dtr) | Lokomotiva Zagabria |
| Vuteks Sloga      | 0 – 3                 | Istria 1961         |
| Mladost Ždralovi  | 3 – 1                 | Inter Zaprešić      |
| Primorac Biograd  | 1 – 2                 | Hajduk Spalato      |
| 22 settembre 2021 |                       |                     |
| Belišće           | 4 – 0                 | Vinogradar          |
| BSK Bijelo Brdo   | 1 – 0                 | Cibalia             |
| Bjelovar          | 1 – 5                 | Rudeš               |
| NK Zagabria       | 0 – 1                 | Oriolik Oriovac     |
| Sesvete           | 2 – 3 (dts)           | Varaždin            |
| Orijent           | 1 – 4                 | Dinamo Zagabria     |
| Rudar Labin       | 2 – 0                 | RNK Spalato         |
| Međimurje         | 0 – 1                 | Sebenico            |
| Karlovac 1919     | 0 – 2                 | Slaven Belupo       |

## Ottavi di finale
Gli accoppiamenti vengono eseguiti automaticamente attraverso il ranking del momento (16ª–1ª, 15ª–2ª, 14ª–3ª, etc) e vengono comunicati il 22 settembre 2021.
| Squadra 1        | Risultato             | Squadra 2           |
| ---------------- | --------------------- | ------------------- |
| 26 ottobre 2021  |                       |                     |
| Rudeš            | 0 – 2                 | Osijek              |
| Belišće          | 1 – 5                 | Hajduk Spalato      |
| Sebenico         | 1 – 1 (dts) (3-5 dtr) | Slaven Belupo       |
| 27 ottobre 2021  |                       |                     |
| BSK Bijelo Brdo  | 2 – 3                 | Dinamo Zagabria     |
| HNK Gorica       | 2 – 0                 | Mladost Ždralovi    |
| Rudar Labin      | 2 – 3                 | Istria 1961         |
| Varaždin         | 2 – 3                 | Lokomotiva Zagabria |
| 13 novembre 2021 |                       |                     |
| Oriolik Oriovac  | 0 – 6                 | Rijeka              |

## Quarti di finale
Il sorteggio è stato effettuato il 29 ottobre 2021.

| Squadra 1           | Risultato             | Squadra 2      |
| ------------------- | --------------------- | -------------- |
| 30 novembre 2021    |                       |                |
| HNK Gorica          | 2 – 2 (dts) (6-4 dtr) | Istria 1961    |
| Lokomotiva Zagabria | 3 – 6                 | Hajduk Spalato |
| 1º dicembre 2021    |                       |                |
| Osijek              | 0 – 0 (dts) (5-4 dtr) | Slaven Belupo  |
| Dinamo Zagabria     | 1 – 3                 | Rijeka         |

## Semifinali
Il sorteggio è stato effettuato il 6 dicembre 2021.
| Squadra 1      | Risultato   | Squadra 2  |
| -------------- | ----------- | ---------- |
| 2 marzo 2022   |             |            |
| Hajduk Spalato | 2 – 1       | HNK Gorica |
| 9 marzo 2022   |             |            |
| Rijeka         | 3 – 2 (dts) | Osijek     |

## Finale
Il 2 dicembre 2021, la HNS comunica che la finale si disputerà il 26 maggio 2022 allo Stadio Poljud di Spalato. Da sorteggio, l'HNK Rijeka figura come squadra ospitante e può scegliere con quale maglia giocare: a sorpresa è stata scelta quella bordeaux per motivi scaramantici dato che, ultimamente, i fiumani vincono con quei colori a Spalato, mentre perdono con la divisa bianco-azzurra in casa contro i dalmati.
| Arbitro: | Jović (Zagabria) |

|           |           |                           |
| Drmić 13’ | Marcatori | 24’ Ferro 36’ 56’ Melnjak |

| Rijeka | Hajduk |

| P               | 1  | Nediljko Labrović   |          |     |
| D               | 11 | Prince Ampem        |          | 75’ |
| D               | 18 | Josip Drmić         |          |     |
| D               | 26 | Adam Gnezda Čerin   |          | 85’ |
| D               | 15 | Anton Krešić        |          |     |
| C               | 9  | Jorge Obregón       |          | 46’ |
| C               | 10 | Domagoj Pavičić     |          | 63’ |
| C               | 30 | Lindon Selahi       | 35’      | 63’ |
| A               | 36 | Hrvoje Smolčić      | 26’, 41’ |     |
| A               | 14 | Darko Velkovski     |          |     |
| A               | 12 | Andrija Vukčević    |          |     |
| A disposizione: |    |                     |          |     |
| P               | 98 | Martin Zlomislić    |          |     |
| D               | 6  | Sava-Arangel Čestić |          |     |
| D               | 20 | Andrés Solano       |          | 46’ |
| C               | 7  | Robert Murić        |          | 63’ |
| C               | 13 | Ivan Lepinjica      |          | 63’ |
| C               | 23 | Denis Bušnja        |          | 75’ |
| C               | 24 | Mato Stanić         |          | 85’ |
| C               | 17 | Matej Vuk           |          |     |
| A               | 33 | Issah Abass         |          |     |
| Allenatore:     |    |                     |          |     |
| Goran Tomić     |    |                     |          |     |

|                    |    |                  |     |       |
|                    |    |                  |     |       |
| P                  | 91 | Lovre Kalinić    |     |       |
| D                  | 19 | Josip Elez       |     |       |
| D                  | 97 | Ferro            |     |       |
| D                  | 6  | Marco Fossati    | 27’ |       |
| D                  | 14 | Lukas Grgic      | 45’ | 62’   |
| C                  | 23 | Filip Krovinović |     |       |
| C                  | 10 | Marko Livaja     |     |       |
| A                  | 17 | Dario Melnjak    |     | 90+1’ |
| C                  | 24 | Dino Mikanović   |     |       |
| A                  | 29 | Jan Mlakar       |     | 62’   |
| A                  | 77 | Emir Sahiti      |     | 81’   |
| A disposizione:    |    |                  |     |       |
| P                  | 1  | Danijel Subašić  |     |       |
| P                  | 70 | Josip Posavec    |     |       |
| D                  | 2  | Nikola Katić     |     |       |
| D                  | 3  | David Čolina     |     | 62’   |
| D                  | 8  | Stefan Simić     |     | 90+1’ |
| C                  | 20 | Jani Atanasov    |     |       |
| C                  | 4  | Josip Vuković    |     | 62’   |
| A                  | 27 | Stipe Biuk       |     | 81’   |
| A                  | 90 | Marin Ljubičić   |     |       |
| Allenatore:        |    |                  |     |       |
| Valdas Dambrauskas |    |                  |     |       |

| Assistenti arbitrali: Bojan Zobenica (Velika Gorica) Kruno Šarić (Županja) Quarto ufficiale: Igor Pajač (Sveti Ivan Zelina) VAR: Ante Čuljak (Zagabria) Assistente al VAR: Igor Krmar (Zagabria) | Regole dell'incontro: - due tempi regolamentari da 45 minuti ciascuno; - due tempi supplementari da 15 minuti ciascuno in caso di parità; - tiri di rigore in caso di ulteriore parità; inizialmente cinque per squadra, e a oltranza fino a spareggio in caso di ulteriore parità; - numero massimo di 20 giocatori per squadra a referto (11 in campo e 9 come potenziali sostituti); - cinque sostituzioni permesse. |

## Marcatori
| Pos. | Giocatore        | Squadra    | Reti |
| ---- | ---------------- | ---------- | ---- |
| 1    | Dion Drena Beljo | Istra 1961 | 5    |
| 2    | Denis Bušnja     | Rijeka     | 4    |
| 2    | Marko Livaja     | Hajduk     | 4    |
| 2    | Marin Ljubičić   | Hajduk     | 4    |
| 2    | Toni Vinogradac  | Belišće    | 4    |
| 6    | Issah Abass      | Rijeka     | 3    |
| 6    | Kristijan Lovrić | Gorica     | 3    |
| 6    | Jorge Obregón    | Rijeka     | 3    |
| 6    | Lucijan Tomac    | Nehaj Senj | 3    |